# Monastère de Preradovac
Le monastère de Preradovac (en serbe cyrillique :  Манастир Прерадовац ; en serbe latin :Manastir Preradovac) est un monastère orthodoxe serbe situé à Oparić, dans le district de Pomoravlje et dans la municipalité de Rekovac en Serbie.
Il abrite une communauté de religieuses.

## Présentation

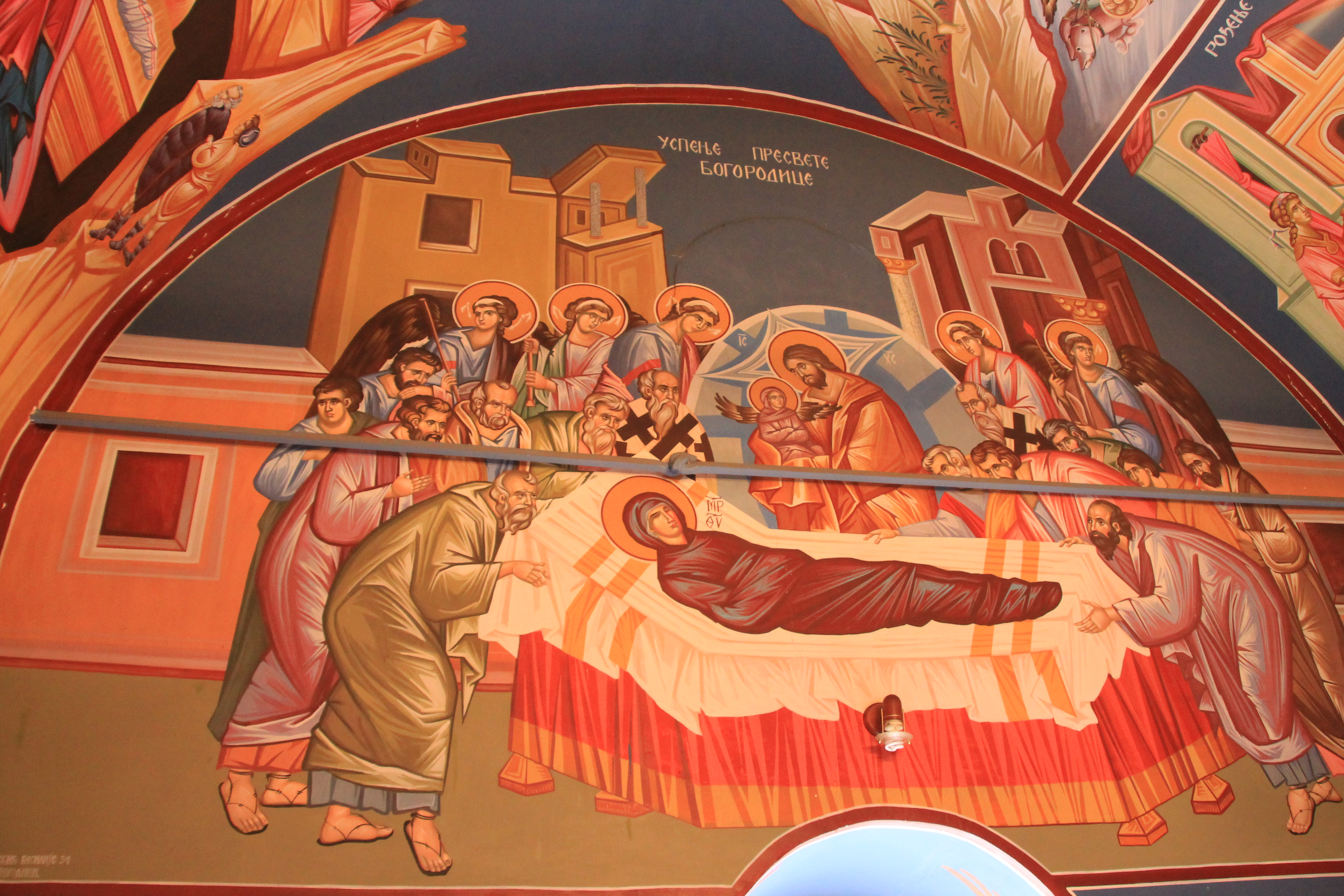
Fresque à l'intérieur de l'église.

Le monastère a été fondé au XIIIe siècle. Il a été endommagé par les Ottomans en 1788 au moment de la révolte de la krajina de Koča puis une nouvelle fois en 1814 au moment de la révolte de Hadži Prodan. Il a été renouvelé en 1871 grâce à l'évêque de l'éparchie de Žiča Joanikije et aux moines du monastère de Kalenić. La restauration la plus récente a été entreprise en 1996, à l'époque de l'évêque de l'éparchie de Šumadija Sava, et s'est achevée en 2004 sous l'évêque Jovan.
L'église, dédiée au saint moine Simon (Stefan Ier Nemanjić) est dotée d'une base en pierres de taille sur laquelle reposent des murs en briques , les façades sont enduites de plâtre et peintes en blanc. Elle est constituée d'une nef unique sans dôme.
L'intérieur est décoré de fresques contemporaines dues à Slobodan Janićijević de Jagodina. L'iconostase abrite des icônes restaurées datant du XIXe siècle. L'église abrite des icônes représentant le moine Simon et saint Siméon le Myroblyte (Stefan Nemanja) dues à Milovan Arsić d'Oparić.
En 2004, un konak (résidence monastique) et un clocher ont été construits dans l'enceinte monastique.